# 2801 км
2801 км — железнодорожный остановочный пункт (населённый пункт) в Калачинском районе Омской области России. Входит в состав Глуховского сельского поселения.

## География
Населённый пункт находится в юго-восточной части Омской области, в лесостепной зоне, в пределах Барабинской низменности, к югу от реки Омь, на расстоянии примерно 9 километров (по прямой) к востоку от города Калачинск, административного центра района.

### Часовой пояс
Железнодорожный остановочный пункт 2801 км, как и вся Омская область, находится в часовой зоне МСК+3. Смещение применяемого времени относительно UTC составляет +6:00.

## Население
| 2002 | 2010 |
| ---- | ---- |
| 0    | →0   |